# Libéralisme américain
Le libéralisme américain moderne, ou simplement le libéralisme américain, est une forme de social-libéralisme issue de la déclaration d'indépendance des États-Unis, adoptée par le Congrès le 4 juillet 1776, avec pour principal rédacteur Thomas Jefferson : « Nous tenons ces vérités comme allant de soi que tous les Hommes ont été créés égaux, qu'ils ont été dotés par leur Créateur de certains droits inaliénables, que parmi ceux-ci figurent la vie, la liberté et la recherche du bonheur. » Les tenants de cette philosophie souhaitent que le gouvernement garantisse à tous la possibilité de choisir leur mode de vie en assurant l'existence de droits positifs (systèmes de santé et d'éducation publics) et de droits passifs (liberté d'expression),.

## Définitions
Paul Starr, sociologue à l'université de Princeton, décrit cette doctrine en ces termes : 

« Le libéralisme fait le pari qu’un État peut être fort tout en ayant des limites, fort à cause de ces limites. […] Le droit à l’éducation et à tout ce qui est nécessaire au développement de la personne humaine et à sa sécurité a pour objectif de promouvoir des chances égales pour tous et la dignité de chacun tout en favorisant l’existence d’une société créatrice et productive. Pour garantir ces droits, les libéraux préconisent une plus grande intervention sociale et économique de l'État, contrebalancée par le renforcement des droits civiques et un système de contre-pouvoirs sociaux qui s'appuie sur une presse totalement libre et une société plurielle. »

John F. Kennedy proposait lui cette définition du libéralisme : 

« Si par libéral on entend quelqu’un qui regarde vers l’avenir et non le passé, quelqu’un qui accueille les idées nouvelles sans préjugés, qui s’intéresse au bien-être des gens, à leur santé, leur logement, leur éducation, leur emploi, leurs droits civiques et leurs libertés civiles, quelqu’un qui croit qu’il est possible de sortir de l’impasse et d’en finir avec les suspicions qui sont un frein à notre politique étrangère, si c’est cela qu’on entend par libéral, alors je suis fier de dire que je suis un libéral. »

Ce que l’on appelle aujourd’hui le « libéralisme américain » est un mélange de social libéralisme, de progressisme social et d’économie mixte. Il se distingue du libéralisme classique et du libertarianisme, dont l'objectif proclamé est également la liberté, en affirmant les droits du citoyen à la satisfaction de ses besoins primaires et en réclamant une définition plus large du terme « liberté ». Les libéraux américains actuels considèrent que l’extrême inégalité de la répartition des richesses et la destruction de l’environnement menacent « la vie, la liberté et la recherche du bonheur. » Si l'émergence du libéralisme américain moderne remonte à la fin du XIXe et au début du XXe siècles, il n’en demeure pas moins pour certains observateurs un des avatars contemporains du libéralisme classique qui a servi de fondement à la création des États-Unis,. À la suite de la Grande Dépression, cette forme de libéralisme est restée majoritaire aux États-Unis jusqu’aux années 1970, où, selon McGowan, elle a été remise en question par les tenants du conservatisme américain, dont la doctrine est un mélange de conservatisme sociétal, de libéralisme économique, de laissez-faire et de militarisme.
Le libéralisme contemporain américain se manifeste par un courant social-libéral majoritaire et, depuis les années 1970, un courant libéral classique dynamique mais minoritaire.

## Libéralisme: différences sémantiques entre Europe et États-Unis

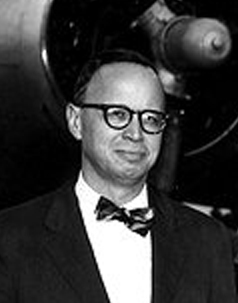
Arthur Schlesinger, Jr., historien du libéralisme américain.

Le mot « libéralisme » n’a plus actuellement le même sens dans tous les pays. Une des plus grandes difficultés provient de la différence entre l’acception américaine du terme et celle qui prévaut en Europe continentale. Arthur Schlesinger, Jr. écrivait déjà en 1962 : « l’usage du mot « libéralisme » aux États-Unis n’a presque rien à voir avec la façon dont il est employé sur la scène politique européenne, à l'exception peut-être de la Grande-Bretagne. »
Girvetz and Minogue écrivent dans l’Encyclopedia Britannica : « le libéralisme contemporain a évolué pour devenir deux choses différentes aux États-Unis et en Europe. Aux États-Unis il est associé aux mesures d'État Providence du programme du New Deal élaboré par le président démocrate Franklin Delano Roosevelt, alors qu’en Europe les libéraux sont plutôt partisan du laissez-faire en matière économique.
Sur le continent européen, le terme « libéral » désigne à la fois une philosophie et s’emploie pour parler des libertés économiques et renvoie à des notions comme celle de libre marché, les libéraux européens étant de ce fait assez proches des libéraux classiques américains.
Si l’on voulait représenter la gamme des opinions politiques sur un graphique à deux axes (1) et (2) en croix, l’axe (1) correspondant aux valeurs sociales et l’axe (2) aux valeurs économiques (ou fiscales), on verrait apparaître le libéralisme américain à gauche sur l’axe social et à gauche ou au centre gauche sur l’axe économique. On voit donc l’ambiguïté du terme. Une personne qui se placerait à droite ou au centre-droit sur l’axe des valeurs sociales serait étiquetée « conservateur social » (ou simplement « conservateur » aux États-Unis).
Dans le discours politique américain de la fin du XXe siècle et du début du XXIe siècle, « libéralisme » est devenu synonyme de défense de la liberté d’expression, séparation de l’église et de l’État, droit des femmes à la maîtrise de leur fécondité, libertés civiles, égalité des droits pour les homosexuels, accueil des immigrants, égalité des droits pour les handicapés, multilatéralisme et participation aux instances internationales. Tous ces objectifs sont généralement partagés par les libéraux européens. Les libéraux américains pensent aussi que le gouvernement doit intervenir pour aider les plus démunis, permettre à tous l’accès à des soins médicaux de qualité, appliquer un impôt progressif sur le revenu, encourager le rôle positif de la représentation salariale et protéger l’environnement. En Europe, ces idées sont aussi celles des sociaux-démocrates mais pas nécessairement des libéraux, notamment en France et dans le reste de l'’Europe continentale où les partis libéraux ont souvent conservé les idées du libéralisme classique. Les libéraux anglais, en revanche, soutiendraient la majorité de ces points de vue, mais s’opposeraient à la politique de « discrimination positive » qu’ils jugent  contradictoire avec une politique libérale.
Cependant, il existe des différences importantes entre le libéralisme américain moderne et la conception européenne de la social démocratie, notamment l’absence d’une culture et de programmes socialistes.
- Premièrement, si les socialistes adhèrent généralement au principe du minimax (et sont persuadés que c’est à l’État de le mettre en œuvre), les libéraux américains ont plutôt tendance à limiter l’intervention de l’État dès lors que celui-ci assure une qualité de vie décente et un système de service public adéquat aux familles des travailleurs et aux travailleurs démunis. Les programmes sociaux-démocrates proposent un système national d’aide sociale qui s’adresse à l’ensemble de la nation alors que les programmes sociaux des libéraux américains ne s'adressent qu'aux personnes des classes défavorisées.
- Deuxièmement, les libéraux américains n’acceptent pas le recours à la nationalisation d’industries du secteur privé comme solution à tout type de problème ; ce n’est pas le cas des socialistes qui ont fréquemment tenté ou effectué des nationalisations industrielles dans leurs pays. Les libéraux américains préfèrent faire confiance au gouvernement pour appliquer une stricte réglementation des abus ou des excès du secteur privé.
- Troisièmement, le libéralisme américain a pour objectif une plus juste répartition du pouvoir, plutôt qu’une plus juste répartition des richesses.

Si les partis libéraux britanniques et canadiens ont une acception du terme « libéralisme » analogue à celle des États-Unis, le discours politique australien s'en distingue nettement, le Parti libéral d'Australie se référant à une idéologie qui serait qualifiée de conservatrice dans la plupart des pays. Les Liberal Democrats britanniques ont des idées proches de celles du libéralisme américain contemporain, mais la dimension communautariste en est absente. Le Parti libéral du Canada partage la plupart des idées du libéralisme américain actuel, mais elles sont fortement influencées par le contexte spécifique du Canada.

## Données démographiques

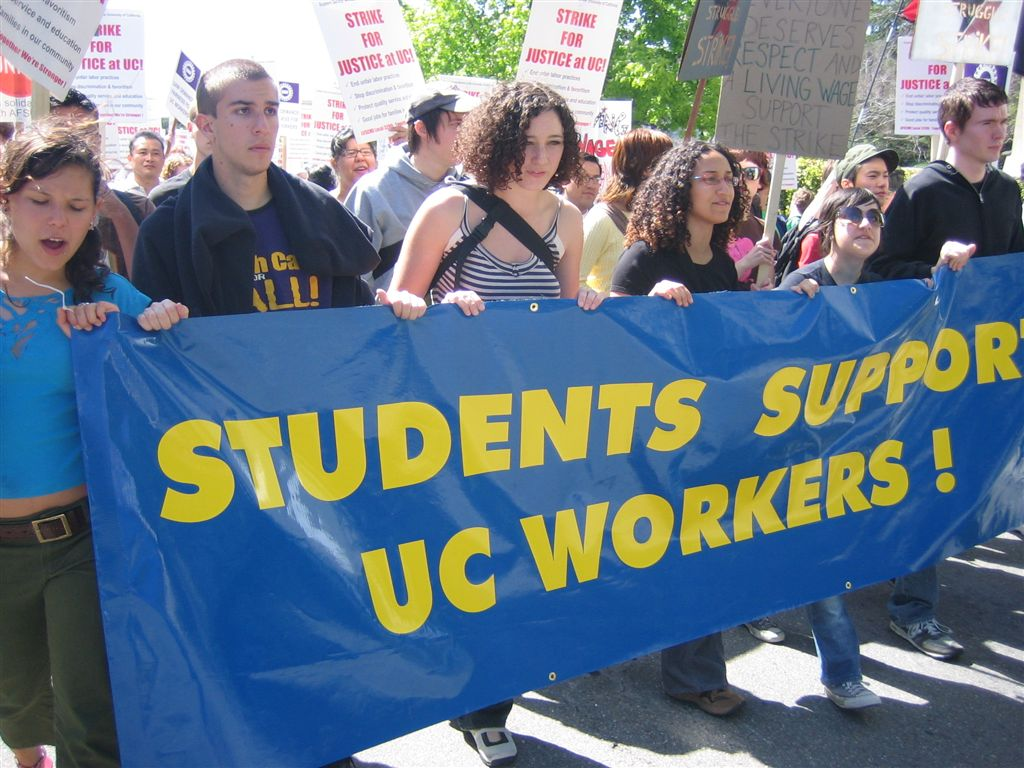
Manifestation de soutien aux employés en grève sur le campus de Berkeley (2005).

Bien qu’il soit délicat d’obtenir des données démographiques sur les familles idéologiques, plusieurs enquêtes s’y sont risquées. Le libéralisme reste particulièrement populaire dans les milieux universitaires, les libéraux ayant en général un niveau de vie et d’études élevés. D’après une enquête récente, entre 19 % et 26 % de l'électorat américain se réclament du libéralisme, le reste se partageant entre modérés et conservateurs. En 2004, une enquête du Pew Research Center estimait à 19 % la proportion de libéraux aux États-Unis. D’après cette enquête, les libéraux représentaient le groupe démographique le plus éduqué et, ex aequo avec les Entrepreneurs, un sous-groupe conservateur, le plus aisé. 49 % des personnes se déclarant libérales possédaient un diplôme universitaire et des revenus dépassant $75,000, alors que la moyenne américaine se situait respectivement à 27 % et 28 %.
Le libéralisme demeure l’idéologie dominante dans les milieux universitaires, 72 % du corps enseignant se déclarant d’obédience libérale dans une enquête de 2004. La majorité des libéraux se trouvent dans les facultés  de Sciences sociales et de Lettres et sciences humaines, les conservateurs étant plus nombreux au sein des écoles de commerce  et d'ingénieurs. La qualité de la recherche sur le libéralisme et l’influence qu'exercent ses idées sur les campus américains est attribuée à la corrélation qui existe entre le niveau d'étude et les positions politiques. Pour résumer, plus une personne a fait d’études et plus elle est susceptible de d’avoir des idées libérales. Lors des élections présidentielles américaines de 2000, 2004 et 2006, la grande majorité des libéraux ont voté en faveur du parti démocrate, même si certains ont également soutenu les Verts,,.

## Histoire du libéralisme moderne aux États-Unis

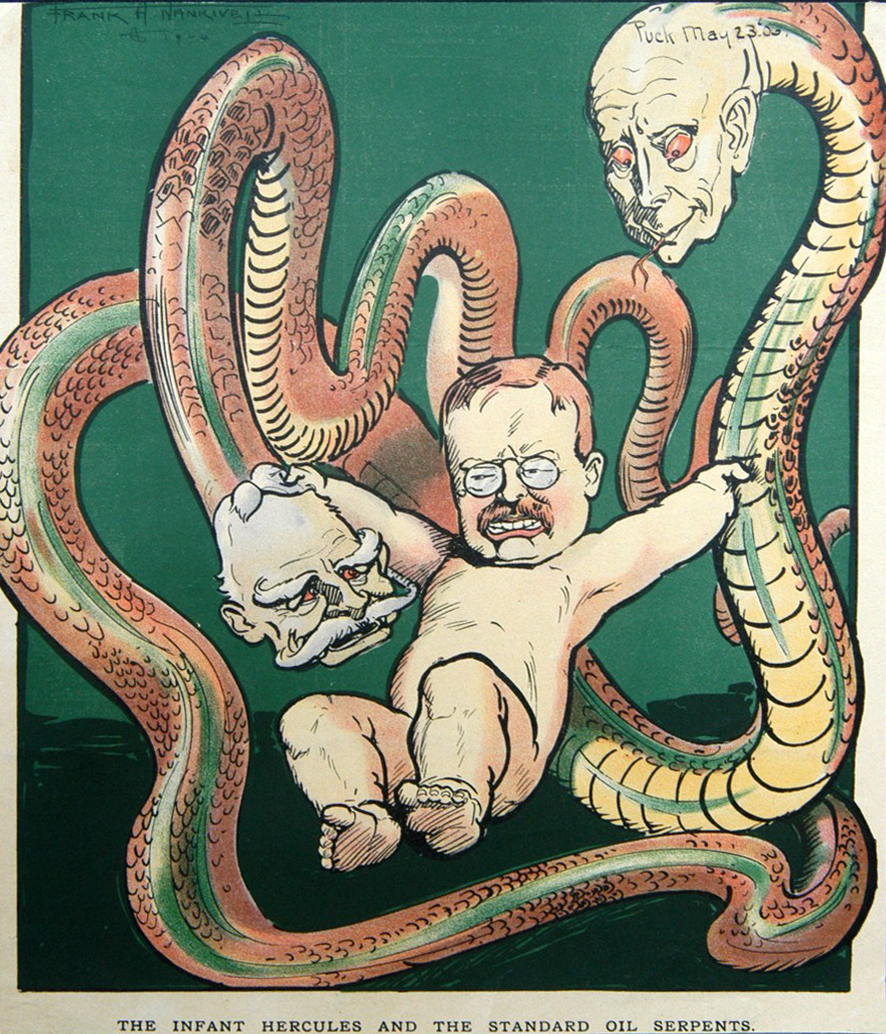
Théodore Roosevelt s’attaquant aux compagnies pétrolières (1909).

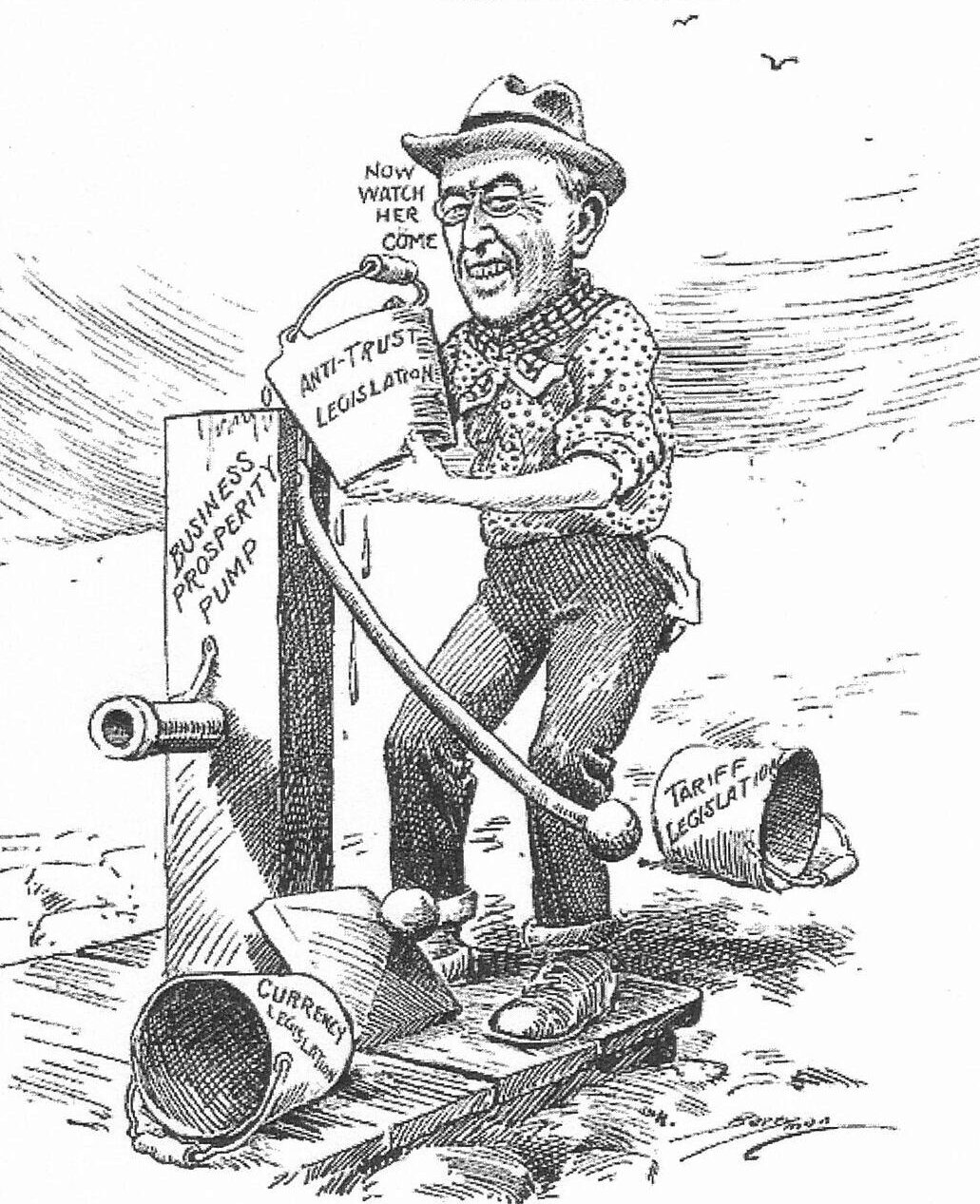
Le Pdt. Woodrow Wilson « amorçant la pompe » par la règlementation (1913).

Arthur Schlesinger Jr., historien du libéralisme, écrivait en 1956 que le libéralisme américain, essentiellement pragmatique, pouvait en fonction des circonstances se manifester sous deux formes : celle du laissez-faire et celle de l’interventionnisme. Il affirmait que le libéralisme américain avait pour objectif de garantir des chances égales pour tous, mais que les moyens pour atteindre ce but changeaient avec la conjoncture. Selon lui, le « processus qui a conduit à redéfinir le libéralisme en termes adaptés aux besoins du XXe siècle a eu pour moteurs Theodore Roosevelt et les idées du Nouveau nationalisme, Woodrow Wilson et la Nouvelle liberté et enfin Franklin D. Roosevelt avec son New Deal. Ces trois phases de réforme ont contribué à créer le modèle d’un État Providence dont le gouvernement a l’obligation expresse de maintenir un haut niveau d’emploi, de surveiller la qualité de vie et de travail, de réglementer la compétition dans le domaine commercial et de prendre des dispositions générales en matière de sécurité sociale. » 
Certains auteurs en revanche distinguent deux courants qu’ils nomment respectivement le « libéralisme américain classique » et le « nouveau libéralisme ».

### Les débuts
Le philosophe et politologue Herbert Croly fut le premier à effectuer une synthèse des idées du libéralisme classique et du progressisme pour fonder une théorie qui deviendra le libéralisme américain contemporain. Croly défendit la cause d’une économie planifiée, d’une augmentation des dépenses pour l’instruction publique, et la création d’une société fondée sur la fraternité des hommes, idées qui ont fait leur chemin dans la politique américaine actuelle. Il fonda les revues  The New Republic (la Nouvelle République) qui paraît toujours aujourd’hui et développe un point de vue libéral.
Ses idées influencèrent à la fois celles de Theodore Roosevelt et de Woodrow Wilson. En 1909, Croly publia The Promise of American Life (La Promesse du mode de vie américain), dans lequel il proposait de relever le niveau de vie général grâce à la planification économique et s’opposait au développement d’un syndicalisme agressif. Dans The Techniques of Democracy (Les Techniques de la démocratie) (1915) il développa une double critique de l’individualisme et du socialisme dogmatiques.

### Le New Deal

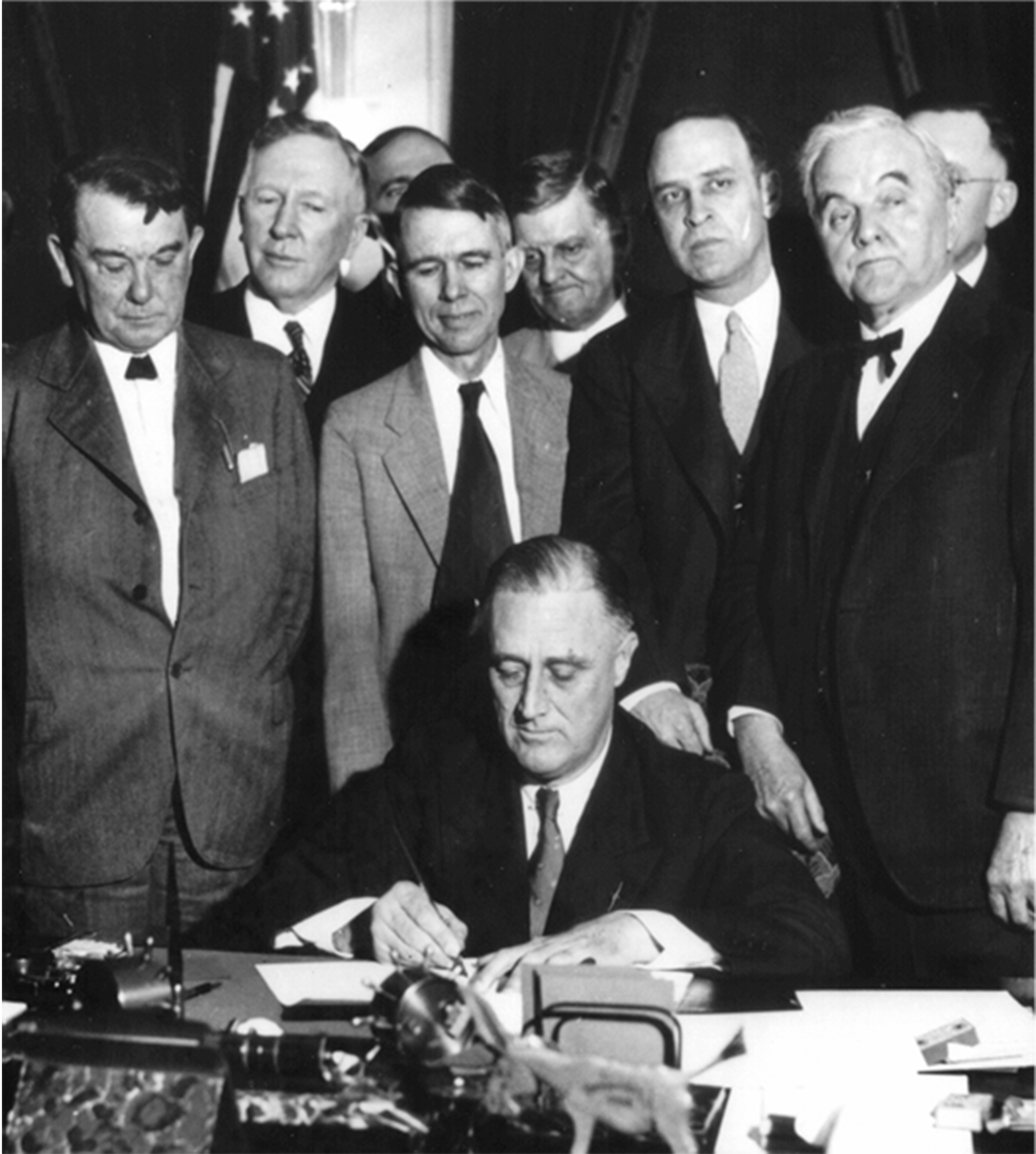
Franklin D. Roosevelt signe l’acte de fondation de la TVA.

Le président Franklin D. Roosevelt arriva au pouvoir en 1933 dans le contexte catastrophique de la Grande Dépression ; il proposa à l’Amérique une « nouvelle donne » à travers une série de mesures destinées à pallier la pénurie économique et le chômage, redonner à tous de nouvelles chances et rétablir la prospérité. Sous sa présidence entre 1933 et 1945, la plus longue de l'histoire des États-Unis, le gouvernement fédéral joua un rôle accru dans la gestion des problèmes économiques et sociaux. Les programmes d’aide à l’emploi fournirent du travail au chômeurs, des projets ambitieux comme celui de la Tennessee Valley Authority encouragèrent le développement économique et un système de sécurité sociale fut mis sur pied. Les séquelles de la Grande Dépression se prolongèrent jusqu’à la fin des années 1930. Il fallut attendre une mobilisation concertée de toutes les ressources sociales, économiques et militaires des États-Unis pour la défense des alliés au moment de la Seconde Guerre mondiale pour que la reprise soit complète. La majorité des experts considèrent que les programmes du New Deal n’eurent qu’un effet mitigé sur les problèmes du pays au niveau macro-économique. Mais si les indicateurs économiques de base témoignaient de la persistance de la dépression, ces programmes n'en demeuraient pas moins extrêmement populaires car ils amélioraient la vie des citoyens ordinaires en offrant du travail aux chômeurs, en faisant bénéficier les syndicalistes de la protection de la loi, en modernisant les infrastructures des collectivités rurales, en garantissant des salaires décents aux travailleurs démunis et la stabilité des prix aux familles rurales. Le développement des minorités resta toutefois très ralenti par la discrimination, problème que le gouvernement Roosevelt éluda fréquemment.

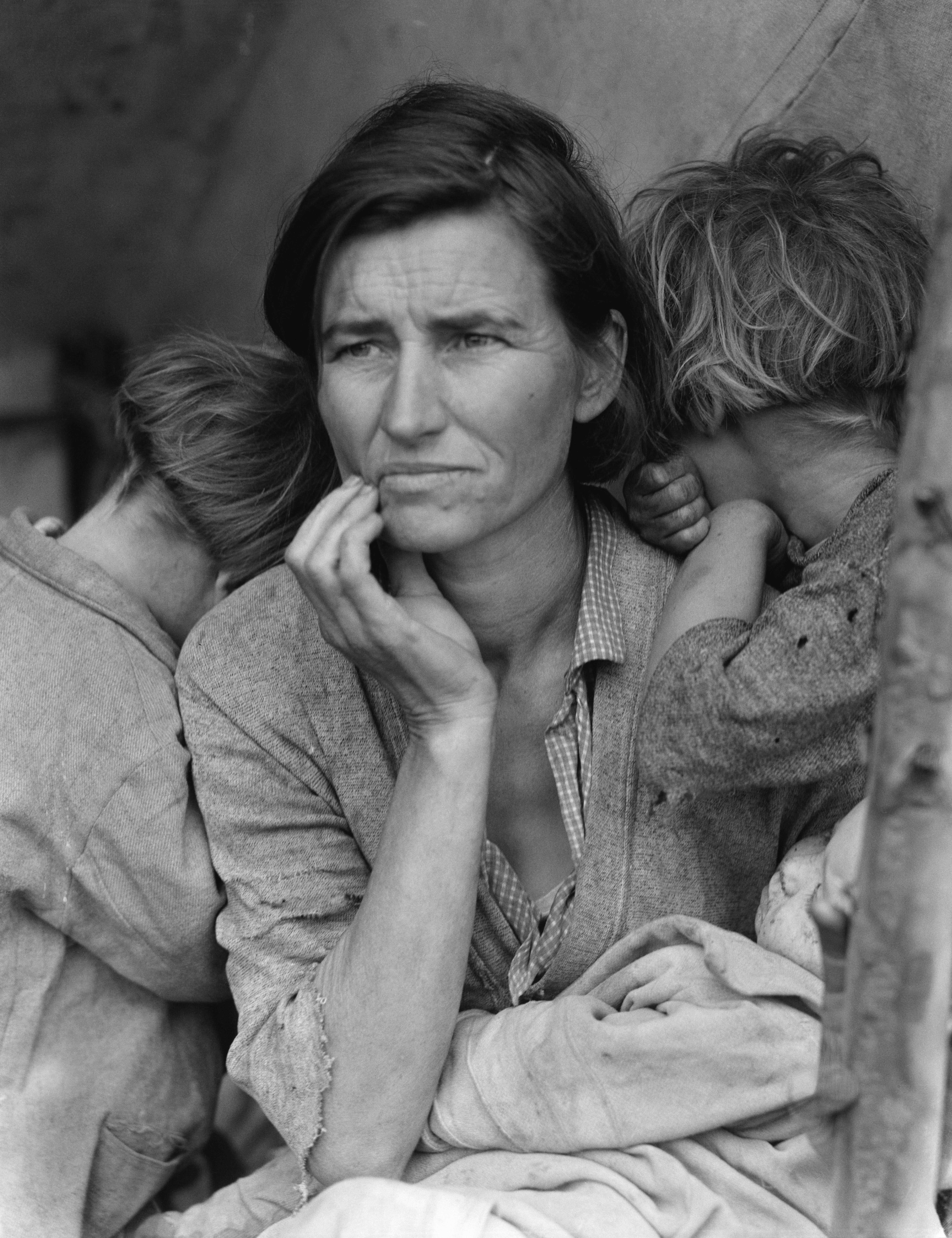
Dorothea Lange, Mère migrante 1936, reportage photographique entrepris sous l'égide de la FSA.

Le New Deal  comportait trois types de programmes, d’« aide, de reprise et de réforme » :
L’aide était l’effort directement déployé pour aider le tiers de la population le plus atteint par la Dépression. Roosevelt élargit le programme d’aide sociale de Hoover, la Reconstruction Finance Corporation (l’agence de financement de la reconstruction), qui devint la Federal Emergency Relief Administration (l’agence fédérale d’aide à l’urgence), créa le  Civilian Conservation Corps (CCC) (Corps civil de protection de l'environnement), la Public Works Administration (PWA) (Agence des travaux publics), et en 1935 la Works Progress Administration (Agence de l
6avancement des travaux) ou W.P.A.. La même année vit la création de nouveaux programmes de sécurité sociale (le Social Security Act (Loi sur la sécurité sociale) ou SSA) et d’indemnités de chômage. Des programmes spécifiques s’occupèrent d’apporter de l’aide dans les zones rurales, notamment la Resettlement Administration et la Farm Security Administration.
La reprise se proposait de restaurer l'économie à son niveau précédant la Dépression. Il s’agissait d’« amorcer la pompe » en débloquant des capitaux publics pour stimuler l’économie, voire en endettant l’État, d’abandonner l’étalon-or, de relever les prix des produits agricoles qui étaient trop bas pour que les paysans puissent subvenir à leurs besoins et de développer les exportations en baissant les tarifs douaniers. Les efforts réalisés à l’époque du New Deal pour aider les compagnies américaines passèrent par un programme de prêts et de garanties de prêts instauré par Hoover et contrôlé par la RFC.
La réforme partait du principe que la dépression était causée par l'instabilité inhérente au marché ; l’intervention de l’État était nécessaire pour rationaliser et stabiliser l’économie mais aussi pour trouver un équilibre entre les intérêts des fermiers, des hommes d’affaires et des travailleurs. Le gouvernement fit voter le National Industrial Recovery Act (NIRA), le Securities Exchange Act (SEA) qui réglementait la Bourse de New York et l’Agricultural Adjustment Act (AAA) pour les programmes destinés aux fermiers. La loi Glass-Steagall de 1933 établissait l’assurance de la Federal Deposit Insurance Corporation (FDIC) pour les dépôts bancaires et la National Labor Relations Act (NLRA) ou loi Wagner réglementait les rapports entre employeurs et employés. En dépit des instances de certains artisans du New Deal, il n’y eut pas de grand programme anti-trust. Roosevelt était anti-socialiste au sens où il rejetait la propriété publique des moyens de production et le seul programme qui fit entorse à cette opposition fut la Tennessee Valley Authority (TVA) qui impliquait la construction d’infrastructures coûteuses comme des centrales hydroélectriques qui n’auraient probablement jamais vu le jour en l’absence de capitaux publics.
Sur le plan international, la présidence de Roosevelt fut dominée par la Seconde Guerre mondiale, qui éclata en 1939 mais à laquelle les États-Unis ne participèrent qu’à partir de 1942 (après Pearl Harbour). Anticipant l’après-guerre, Roosevelt apporta un soutien déterminé aux propositions de créer une société des Nations unies comme moyen d’encourager la réciprocité de la coopération internationale pour résoudre les problèmes. Son engagement envers les idéaux internationalistes s'inscrivait dans la tradition de Woodrow Wilson, l’architecte de la défunte Société des Nations.

### L'après-guerre

#### Naissance du «libéralisme intégré» sur la scène internationale
L'expression « libéralisme intégré », attribuée à John Ruggie, ne fait pas référence à une théorie économique mais au système économique qui prévalut au niveau international à partir de la fin de la Seconde Guerre mondiale et jusque dans les années 1970, favorisant ce que l’on appela en France les « Trente Glorieuses ». C’est l’époque des accords de Bretton Woods et de la création du Fonds monétaire international où l’Amérique joue un rôle de tout premier plan sur la scène internationale.

#### Le libéralisme américain pendant laguerre froide
Le libéralisme américain durant la guerre froide est l’héritier du New Deal de F. D. Roosevelt et l’écho plus lointain de l’ère de progrès que le pays avait traversée entre les années 1890 et 1920.
L’essentiel de la profession de foi du libéralisme à l’époque de la guerre froide se trouve dans le « discours des Quatre libertés » prononcé par Roosevelt en 1941. La liberté d’expression et la liberté de culte étaient des revendications de base du libéralisme classique, de même que la liberté de vivre à l'abri de la peur. La « liberté d’être à l’abri du besoin », en revanche, était une nouveauté. Roosevelt définissait une idée de la liberté qui débordait le cadre de la non-ingérence du gouvernement dans les affaires privées. Au nom de la liberté d’être à l’abri du besoin, le gouvernement pouvait prendre des mesures pour intervenir dans les questions économiques ; cette philosophie évoquait plus les idées du Parti républicain d’Abraham Lincoln, du Parti whig d’Henry Clay et les principes interventionnistes d’Alexander Hamilton que le socialisme et la social-démocratie des philosophes européens ; elle s’écartait également des versions précédentes du libéralisme classique tel qu’il s’était exprimé sous la présidence du républicain Thomas Jefferson ou du démocrate Andrew Jackson.
Soucieux de se distinguer clairement du communisme et du conservatisme, le libéralisme américain à l’époque de la guerre froide conserva de nombreuses idées héritées du libéralisme d’avant guerre, notamment sur des problèmes sociaux et les libertés civiles. Mais ses idées économiques rompaient avec le libéralisme jeffersonien et sa croyance au marché libre. Ce libéralisme s’apparentait beaucoup plus aux idées du courant progressiste américain remontant à Henry Clay, Lincoln et Théodore Roosevelt, ainsi qu'à une forme modérée de social-démocratie de style européen.
Les positions qui caractérisent le libéralisme de cette époque sont : 
- le soutien à une économie nationale reposant sur l’équilibre entre les travailleurs (à travers leurs organisations syndicales) et le patronat (l’accent étant mis sur les grandes plutôt que les petites et moyennes entreprises).
- une politique étrangère dont la priorité était de faire barrage à l’Union soviétique et ses alliés.
- la poursuite et le développement des programmes d’aide sociale du New Deal (avec par exemple un programme de sécurité sociale limitée[18].
- l’adoption des théories économiques du Keynésianisme, notamment par le recours sous l'administration de John Fitzgerald Kennedy à de nombreux néokeynésiens parmi lesquels Paul Samuelson ou James Tobin. Parallèlement des programmes d'inspiration keynésienne furent mis en œuvre tels que la  « Nouvelle Frontière » et la « Grande Société » de Lyndon B. Johnson. Toutefois certains auteurs (tels Lynn Turgeon)[19],[20],[21] pensent que ces politiques ne furent pas exemptes de « keynésianisme militaire »[22].

Par certains aspects cette politique ressemblait à celle qui était qualifiée de « social-démocratie » dans d’autres pays, mais contrairement aux sociaux-démocrates européens, les libéraux américains préférèrent toujours la réglementation de l’industrie aux nationalisations lorsqu’il s’agit de l’intérêt supérieur de la collectivité.
Dans les années 1950 et 1960, les deux grands partis politiques américains comportaient des factions libérales et conservatrices.
Le parti démocrate était divisé entre deux ailes : d’un côté les libéraux des États du Nord et de l’Ouest, de l’autre les blancs du Sud, généralement conservateurs. Plus difficiles à classer étaient les « machines politiques » démocrates, sorte de système clientéliste implanté dans les zones urbaines du nord. Ces groupes avaient soutenu la politique économique du New Deal, mais elles allaient se diviser sur la question des droits civiques pour les minorités encore opprimées.
Certains historiens ont appelé les factions rivales au sein du parti républicain Wall Street (les libéraux) contre Main Street (les conservateurs).
À la fin des années 1940, les libéraux ne considéraient pas Harry S. Truman comme un des leurs, mais comme un subalterne besogneux du parti démocrate. Cependant les politiciens libéraux et les organisations libérales telles que Americans for Democratic Action (ADA) se rangèrent derrière Truman dans son combat contre le communisme à l’intérieur et à l’étranger, parfois au grand dam des droits civiques. Hubert Humphrey, notamment, cofondateur de l’ADA, et prototype même du libéral à l’époque de la guerre froide essaya (sans succès) en 1950 de faire voter une loi au sénat autorisant l’ouverture de centres de détention où les personnes déclarées subversives par le président pourraient être détenues sans autre forme de procès. Les libéraux s’opposèrent néanmoins en général au Maccarthisme, Earl Warren (président de la cour suprême) et William J. Brennan, Jr. jouant un rôle déterminant dans la chute du sénateur Joseph McCarthy.

## Le libéralisme américain
Le courant majeur du libéralisme américain est d'essence sociale-libérale et est incarné par des penseurs comme John Dewey ou de nos jours John Rawls. Le libéralisme classique américain plus minoritaire est incarné par de nombreux philosophes, écrivains, économistes ou organisations comme des think tanks. Il a également une composante libertarienne, représentée par le parti libertarien américain, des organismes comme le Cato Institute ou le Ludwig von Mises Institute et des hommes politiques comme Ron Paul.

### Presse «libérale» aux États-Unis
Tous les courants du libéralisme revendiquent la liberté d’expression, mais un certain nombre de journaux et de chaînes de télévision américaines dépendent de la réclame (donc du monde des affaires) ou font partie de groupes de presse tels que la News Corporation de Rupert Murdoch, notamment le New York Post, The Wall Street Journal, Fox Broadcasting Company (FOX) ou My Network TV. Parmi les organes de presse qui assoient leur indépendance sur le refus de la publicité le New York Times, le Washington Post et l'hebdomadaire The Nation sont considérés comme des exemples de médias libéraux.